# Thuja standishii
Thuja standishii, la tuya del Japón (en japonés, nezuko, kurobe), es una especie arbórea de la familia de las Cupresáceas. Se trata de una conífera siempreverde originaria del sur de Japón, donde aparece en las islas de Honshū y Shikoku. 

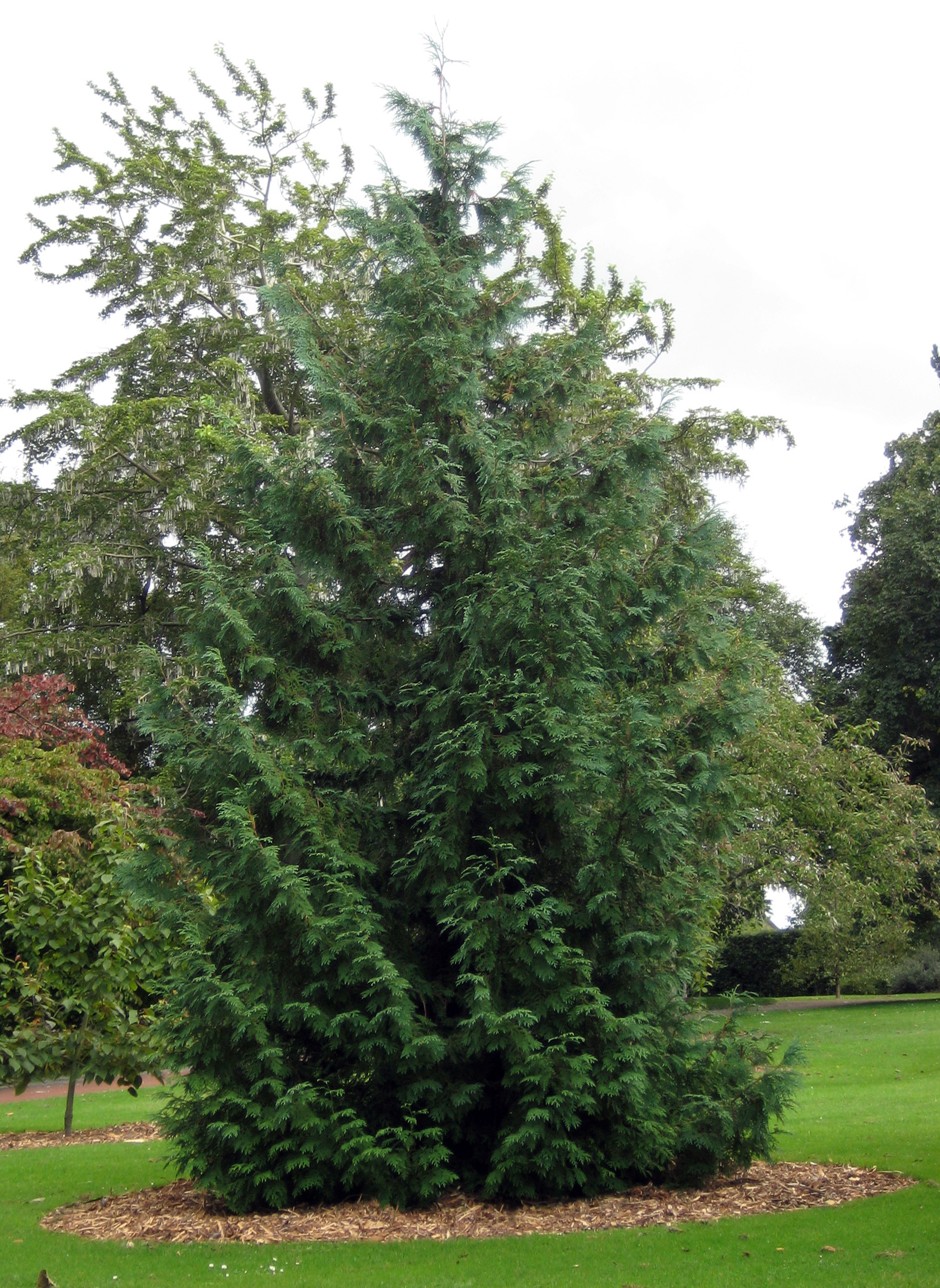
Vista del árbol

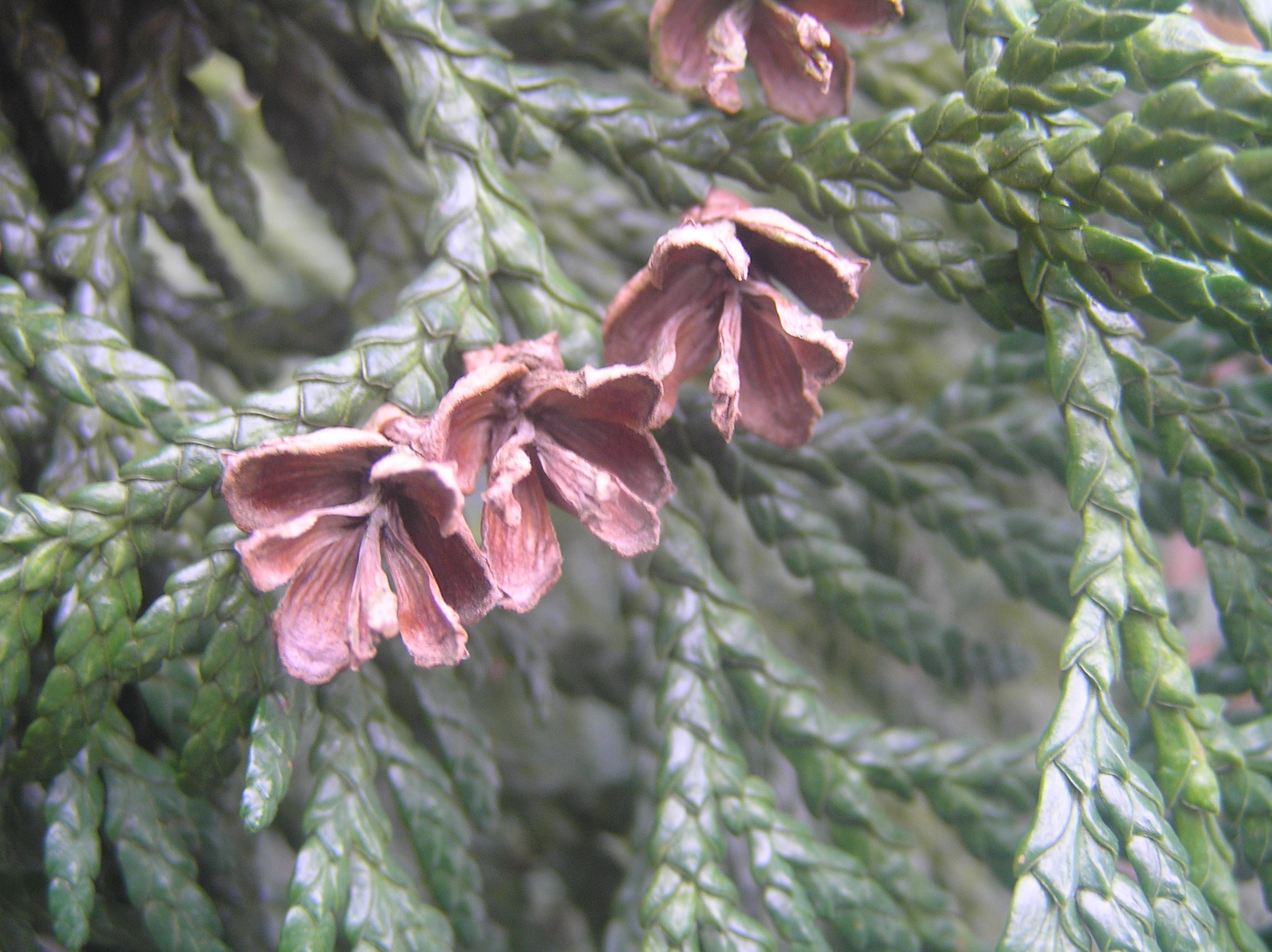
Detalle

## Descripción
Es un árbol de mediano tamaño, que alcanza 20-35 m de alto y con un tronco de hasta 1 m de diámetro. El follaje forma unos racimos aplanados con hojas escuamiformes de 2-4 mm de largo, verde mate por arriba y con estrechas bandas de estomas blancos debajo. Los estróbilos son ovales, de color verde amarillento y al madurar pardo rojizo, 6-12 mm de largo y 4-5 mm de ancho (abriéndose hasta una anchura de 8 mm), con 6-10 escamas que se superponen.

## Usos
Es un importante árbol de madera en Japón,que crece en plantaciones forestales por su madera durable, resistente al agua y un atractivo aroma.

## Taxonomía
Thuja standishii fue descrita por (Gordon) Carr. y publicado en Traité Général des Conifères 1: 108. 1867.
Etimología
Thuja: nombre genérico que proviene del griego antiguo θυα, y luego el Latín thya, -ae, que Plinio el Viejo (13, XXX, 100), describe ampliamente y que corresponde a Thuja articulata (hoy en el género Tetraclinis). El vocablo thya, thyon designaba, en un primer tiempo -en Homero- las maderas y árboles de olor perfumado y, más tarde, se amplió erróneamente su aceptación a todos los perfumes.
standishii: epíteto
Sinonimia
- Thuja gigantea var. japonica (Maxim.) Franch. & Sav.
- Thuja japonica Maxim.
- Thuja odorata Doi
- Thujopsis standishii Gordon basónimo[4]